# Alpheus Felch

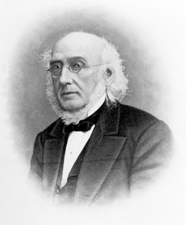
Alpheus Felch

Alpheus Felch, född 28 september 1804 i Limerick, Massachusetts (nuvarande Maine), död 13 juni 1896 i Ann Arbor, Michigan, var en amerikansk demokratisk politiker och jurist. Han var guvernör i delstaten Michigan 1846–1847. Han representerade sedan Michigan i USA:s senat 1847–1853.
Felch gick i skola i Phillips Exeter Academy och utexaminerades 1827 från Bowdoin College. Han studerade sedan juridik och inledde sin karriär som advokat i Maine. Han flyttade 1833 till Michiganterritoriet.
Felch tjänstgjorde som domare i Michigans högsta domstol 1842–1845. Han efterträdde 1846 John S. Barry som guvernör. Han avgick 1847 för att tillträda som senator och efterträddes i guvernörsämbetet av viceguvernören William L. Greenly. Felch efterträddes 1853 som senator av Charles E. Stuart.
Felch var metodist. Han gravsattes på Forest Hill Cemetery i Ann Arbor.